# 青春色
「青春色」（あおはるいろ）は、日本のバンド音速ラインの8枚目のシングルである。2007年10月10日発売。発売元はユニバーサルミュージック/NAYUTAWAVE RECORDS。

## 概要
- 通常盤と初回限定盤の二種リリース。初回限定盤にはボーナストラックとして「スナフ」を収録している。
- カップリングには1981年に発売されたイモ欽トリオのデビュー曲のカバーを収録。

## 収録曲

### 通常盤
1. 青春色(4:18)
作詞・作曲：藤井敬之、編曲：音速ライン
2. ハイスクールララバイ(3:17)
作詞：松本隆、作曲：細野晴臣、編曲：音速ライン

### 初回限定盤
1. 青春色(4:18)
2. スナフ(3:15)
作詞・作曲：藤井敬之、編曲：音速ライン
3. ハイスクールララバイ(3:17)

## 収録アルバム
- オリジナル『三枚おろし』（2007年11月14日）
- ベスト『おとし玉～ベリー ベスト オブ 音速ライン』（2009年1月14日）